# ويليام ر. تومسون
ويليام ر. تومسون هو فيلسوف وعالم حشرات كندي، ولد في 29 يونيو 1887، وتوفي في 30 يناير 1972.